# 東員町オレンジバス

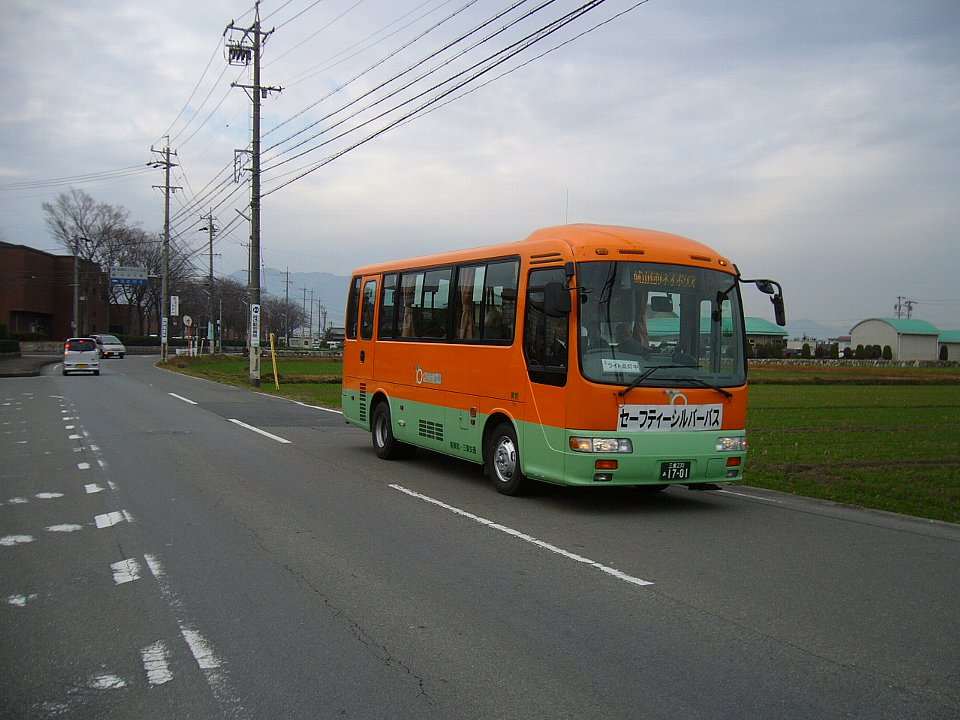
東員町オレンジバスの車両（2006年12月。画像の車両は2020年以降に引退した）

東員町オレンジバス（とういんちょうオレンジバス）は、三重県員弁郡東員町で運行しているコミュニティバスである。

## 概要
東員町内を運行するコミュニティバスであり、2005年（平成17年）4月1日から運行が開始された。運行開始時の運行委託先は南北線が三重交通及び八風バス、東部線・東西線は三岐鉄道であったが、2010年（平成22年）4月1日のダイヤ改正で東西線が廃線となった後は運行委託先から三重交通が外れ、南北線の運行委託先は八風バス、東部線の運行委託先は三岐鉄道となった。2020年（令和2年）3月中旬に車両の置換えを、同年秋に運賃の値上げを行っている。

## 歴史
- 2005年（平成17年）4月1日：運行を開始。
- 2010年（平成22年）4月1日：同日のダイヤ改正で東西線が廃線となり、三重交通が運行委託先から外れる。
- 2014年（平成26年）10月1日：同日のダイヤ改正で南北線と東部線の運行を「朝便・夕便」（朝夕）に変更し、日中時間帯の運行を笹尾・城山線、穴太・中上線、稲部・三和線の各線に分割する[利 1]。
- 2016年（平成28年）10月1日：同日のダイヤ改正で笹尾・城山線、穴太・中上線、稲部・三和線の各線が廃止となり、南北線と東部線の「昼便」に再編する[利 2]。併せて、南北線と東部線の「朝便・夕便」の愛称を「南北急行線」と「東部急行線」に改称する[利 2]。
- 2020年（令和2年）
  - 3月中旬：車両老朽化のため、置き換えを実施[3][4]。
  - 秋：運賃改定を実施[4]。
- 2022年（令和4年）4月1日：「東員町おでかけ元気パス」による特典として、当コミュニティバスの運賃割引制度を開始する[5]。

## 運賃制度
全区間均一運賃となっている。運賃は下表を参照。定期券（1ヵ月・3ヵ月）と回数券（一般：11枚つづり、学割（高校生・中学生 / 小学生）：13枚つづり）の販売も行っている。
| 区分     | 料金  | 備考                        |
| -------- | ----- | --------------------------- |
| 大人     | 200円 | 中学生以上（改定前は100円） |
| 子供     | 100円 | 小学生のみ（改定前は050円） |
| 未就学児 | 無料  |                             |

付記事項
- 当コミュニティバスは「運賃前払い」を用いている[6]。
- 当コミュニティバスは、東員町内に在住する高齢者を対象とした「東員町おでかけ元気パス」の特典に含まれている[5]。同パスを使用すると運賃が割引となる制度を2022年（令和4年）4月1日から実施している[5]。

## 路線

### 現行路線
南北線と東部線を運行するが、年末年始（12月31日 - 翌年1月3日）は両路線の全便が運休する。

#### 南北線
朝便と夕便は「南北急行線」と呼ばれる。

##### 朝便
- 城山口 → 城山一丁目 → 城山中 → 東員第二中学校 → 東小学校口 → 笹尾東四丁目 → 笹尾西四丁目 → 中央通り北 → 一号舘 → ネオポリス → 東一丁目中央 → カネスエ西 → 中村接骨院 → 東員駅 → 総合文化センター西 → 歌舞伎公園・イオンモール → 西守 → 南守 → バーデハウス → 大長歯科 → 北勢中央公園口駅 → （来た道を戻る） → 中村接骨院 → カネスエ北 → 城山口

付記事項
- 北勢中央公園口駅から城山口へ戻る便は、「カネスエ西」を通過する。
- 区間運行は［城山口 → 北勢中央公園口駅］間がそれに該当し、一部の便がその対象となる。

##### 昼便
- 東員駅 → 東員保育園 → JA神田支店 → 六把野神田公園 → ピアゴ → 北山田 → カネスエ → サンシパーク → カネスエ北 → 城山口 → 城山一丁目 → 城山中 → 東員第二中学校 → 東小学校口 → 笹尾東四丁目 → 笹尾西四丁目 → 西三丁目 → 中央通り北 → 一号舘 → 中央商店街西 → 笹尾西二丁目 → 東二丁目中央 → 笹尾東二丁目 → 東一丁目中央 → いなべ整形外科 → カネスエ → （来た道を戻る） → 東員駅 → 東員町役場 → 総合文化センター → 東員駅 → 藪下 → 中部公園 → 競技場 → 南大社 → 歌舞伎公園・イオンモール → 西守 → 南守 → バーデハウス → 大長歯科 → 北勢中央公園口駅
- 北勢中央公園口駅 → 大長歯科 → バーデハウス → 南守 → 西守 → 歌舞伎公園・イオンモール → 南大社 → 競技場 → 中部公園 → 北大社口 → 稲部小学校 → 大木神社 → 大木北 → 東員郵便局 → 中津屋 → パブリック → 鳥取 → 中村接骨院 → カーマホームセンター → 東員町役場 → 総合文化センター → 東員駅

付記事項
- 「北勢中央公園口駅」停留所まで城山・笹尾系統、同停留所以遠は三和・稲部系統として運行する。
- 区間運行は［城山口 → カネスエ → 東員駅 → 東員町役場 → 歌舞伎公園・イオンモール → 北勢中央公園口駅］間と［北勢中央公園口駅 → 歌舞伎公園・イオンモール → 大木神社 → パブリック → カーマホームセンター → 東員駅 → 東員町役場 → 東員駅］間がそれに該当し、朝に運行する1便（※「北勢中央公園口駅」で系統変更）がその対象となる。

##### 夕便
- 北勢中央公園口駅 → 大長歯科 → バーデハウス → 南守 → 西守 → 歌舞伎公園・イオンモール → 総合文化センター西 → 東員駅 → 中村接骨院 → カネスエ西 → 東一丁目中央 → ネオポリス → 一号舘 → 中央通り北 → 笹尾西四丁目 → 笹尾東四丁目 → 東小学校口 → 東員第二中学校 → 城山中 → 城山一丁目 → 城山口 → カネスエ北 → カネスエ西 → 中村接骨院 → （来た道を戻る） → 北勢中央公園口駅

付記事項
- 全線を通して運行する便はごく少数しか無く、ほとんどの便が区間運行として運行している。
- 区間運行は［東員駅 → 北勢中央公園口駅］間・［城山口 → 北勢中央公園口駅］間・［北勢中央公園口駅 → 城山口］間がそれに該当する。

#### 東部線
朝便と夕便は「東部急行線」と呼ばれる。

##### 朝便
- ネオポリス → 東二丁目中央 → 城山二丁目 → 城山三丁目 → 東員病院前 → 杉山整形外科 → 穴太駅 → 穴太薬師堂 → 穴太橋南 → 瀬古泉南 → 北村地蔵南 → 中上・遍崇寺 → やまだ胃腸科内科 → 念仏橋 → 瀬古泉南 → （来た道を戻る） → 城山二丁目 → 東二丁目北 → 笹尾東三丁目 → ネオポリス

付記事項
- 全線を運行する便と区間運行を1便ずつ運行する。なお、区間運行は［ネオポリス → 城山二丁目 → 穴太駅 → 穴太薬師堂 → 中上・遍崇寺 → 穴太薬師堂 → 穴太駅］間のみを運行する。

##### 昼便
- 東員駅 → 総合文化センター → 東員町役場 → 藪下 → 中部公園 → 歌舞伎公園・イオンモール → 梅香橋 → 中上・遍崇寺 → 北村地蔵南 → 瀬古泉南 → 穴太橋南 → 穴太薬師堂 → 穴太駅 → 杉山整形外科 → サンシパーク → 東員病院前 → 城山三丁目 → 城山二丁目 → 東二丁目北 → 笹尾東三丁目 → ネオポリス → 東二丁目中央 → 城山二丁目 → （来た道を戻る） → 東員駅
- 東員駅 → 総合文化センター → 東員町役場 → 藪下 → 中部公園 → 歌舞伎公園・イオンモール → 山田口 → 瀬古泉口 → 穴太薬師堂 → 穴太駅 → 杉山整形外科 → サンシパーク → 東員病院前 → 城山三丁目 → 城山二丁目 → 東二丁目北 → 笹尾東三丁目 → ネオポリス → 東二丁目中央 → 城山二丁目 → （来た道を戻る） → 東員駅

付記事項
- ［東員駅 → 中上・遍崇寺 → サンシパーク → ネオポリス → （来た道を戻る） → 東員駅］間の循環系統はネオポリス・中上系統、［東員駅 → 山田口 → サンシパーク → ネオポリス → （来た道を戻る） → 東員駅］間の循環系統はネオポリス・山田系統として運行する。
- 区間運行は［穴太駅 → 中上・遍崇寺 → 歌舞伎公園・イオンモール → 東員駅］間と［東員駅 → 歌舞伎公園・イオンモール → 中上・遍崇寺 → 穴太駅］間がそれに該当する。区間運行となる便は穴太駅発が朝に1便、東員駅発は宵のうちに1便を運行する。

##### 夕便
- 穴太駅 → 穴太薬師堂 → 穴太橋南 → 瀬古泉南 → 北村地蔵南 → 中上・遍崇寺 → やまだ胃腸科内科 → 念仏橋 → 瀬古泉南 → （来た道を戻る） → 城山二丁目 → 東二丁目北 → 笹尾東三丁目 → ネオポリス

付記事項
- 夕便は、朝便の区間運行となる便と全く同じ区間を逆方向に運行する便が1便だけ設定されている。

### 廃止路線
下記の各路線が該当する。なお、各路線の経路情報はすべて省略する。
- 稲部線
- 東西線
- 笹尾・城山線
- 穴太・中上線
- 稲部・三和線

## 利用状況
月間の平均乗車人員は以下の通りである。なお、路線によっては「年度の途中から運行開始」や「年度の途中で運行廃止」となったものがあるため、それらに関する解説は表の下に設けた付記事項で解説する。ちなみに、「×」は欠測である。
| 乗車人員推移 | 乗車人員推移 | 乗車人員推移 | 乗車人員推移   | 乗車人員推移 | 乗車人員推移 | 乗車人員推移   | 乗車人員推移 | 乗車人員推移 | 乗車人員推移 | 乗車人員推移 | 乗車人員推移 | 乗車人員推移 |
| 年度         | 月間平均人数 | 月間平均人数 | 月間平均人数   | 月間平均人数 | 月間平均人数 | 月間平均人数   | 月間平均人数 | 月間平均人数 | 月間平均人数 | 月間平均人数 | 月間平均人数 | 出典         |
| 年度         | 南北線（旧） | 南北線（昼） | 南北線（朝夕） | 東部線（旧） | 東部線（昼） | 東部線（朝夕） | 稲部線       | 東西線       | 笹尾・城山線 | 穴太・中上線 | 稲部・三和線 | 出典         |
| ------------ | ------------ | ------------ | -------------- | ------------ | ------------ | -------------- | ------------ | ------------ | ------------ | ------------ | ------------ | ------------ |
| 2006         | 5,935        | -            | -              | -            | -            | -              | -            | 1,342        | -            | -            | -            | [ 利 3 ]     |
| 2007         | 6,455        | -            | -              | -            | -            | -              | -            | 1,584        | -            | -            | -            | [ 利 4 ]     |
| 2008         | 6,114        | -            | -              | 1,876        | -            | -              | 147          | ×            | -            | -            | -            | [ 利 5 ]     |
| 2009         | 5,379        | -            | -              | 2,070        | -            | -              | （廃止）     | 304          | -            | -            | -            | [ 利 6 ]     |
| 2010         | 5,472        | -            | -              | 2,223        | -            | -              | -            | （廃止）     | -            | -            | -            | [ 利 7 ]     |
| 2011         | 5,472        | -            | -              | 2,391        | -            | -              | -            | -            | -            | -            | -            | [ 利 8 ]     |
| 2012         | 5,413        | -            | -              | 2,410        | -            | -              | -            | -            | -            | -            | -            | [ 利 9 ]     |
| 2013         | 6,849        | -            | -              | 2,463        | -            | -              | -            | -            | -            | -            | -            | [ 利 10 ]    |
| 2014         | 4,416        | -            | 1,020          | 1,227        | -            | 117            | -            | -            | 2,042        | 632          | 1,023        | [ 利 1 ]     |
| 2015         | （廃止）     | -            | 2,163          | （廃止）     | -            | 267            | -            | -            | 4,021        | 1,223        | 1,960        | [ 利 11 ]    |
| 2016         | -            | 2,765        | 1,860          | -            | 486          | 229            | -            | -            | 2,019        | 620          | 954          | [ 利 2 ]     |
| 2017         | -            | 5,597        | 1,513          | -            | 1,121        | 198            | -            | -            | （廃止）     | （廃止）     | （廃止）     | [ 利 12 ]    |
| 2018         | -            | 5,735        | 1,577          | -            | 1,095        | 228            | -            | -            | -            | -            | -            | [ 利 13 ]    |
| 2019         | -            | 5,244        | 1,450          | -            | 985          | 251            | -            | -            | -            | -            | -            | [ 利 14 ]    |
| 2020         | -            | 4,540        | 1,212          | -            | 765          | 210            | -            | -            | -            | -            | -            | [ 利 15 ]    |
| 2021         | -            | 4,428        | 877            | -            | 754          | 146            | -            | -            | -            | -            | -            | [ 利 16 ]    |
| 2022         | -            | 4,230        | 1,040          | -            | 706          | 232            | -            | -            | -            | -            | -            | [ 利 17 ]    |

付記事項
- 2014年（平成26年）
  - 10月1日のダイヤ改正で南北線と東部線の運行を「朝便・夕便」（朝夕）に変更したため、南北線と東部線は同年9月までの月間平均人員を、笹尾・城山線と穴太・中上線と稲部・三和線の3路線は同日のダイヤ改正から運行を開始したため、同年10月から翌年3月までの月間平均人員をそれぞれ記載した。
- 2016年（平成28年）
  - 10月1日のダイヤ改正で「南北線（朝夕）」と「東部線（朝夕）」の愛称を「南北急行線」と「東部急行線」に改称したため、同年度の朝と夕方に運行した便は改正前・改正後の月間平均人員の合計を基に算出した。

## 車両
現在
- 日野・ポンチョ

過去
- 日野・リエッセ

## 鉄道への連絡
三岐鉄道の駅に乗り入れる。穴太駅は駅前を通る三重県道623号四日市東員線沿いに、他の各駅は駅前ロータリーに停留所がある。
- 三岐鉄道
  - 三岐線：北勢中央公園口駅
  - 北勢線：穴太駅・東員駅

## その他
- バス路線図は公式サイト内にある「オレンジバス時刻表」に記されているが、イオンモール東員のアクセスガイド内にある「オレンジバスのご案内」にも記されている[7]。